# Aprosmictus
Aprosmictus és un gènere d'ocells de la família dels psitàcids. Aquests lloros viuen en zones amb arbres d'Austràlia, Nova Guinea i algunes illes d'Indonèsia.

## Llista d'espècies
Se n'han descrit dues espècies dins aquest gènere:
- papagai de Timor (Aprosmictus jonquillaceus).
- papagai ala-roig (Aprosmictus erythropterus).